# Gęzyn
Gęzyn (dawniej Gężyn )– wieś w Polsce położona w województwie śląskim, w powiecie myszkowskim, w gminie Poraj. Sołtysem wsi jest Jan Podsiadlik. 

## Nazwa
Miejscowość ma metrykę średniowieczną i istniała już w XV wieku. Założona została na surowym korzeniu w 1437 jako Gaszyn, Ganszin. Później wymieniana w 1440 Gossin, 1470-80 Ganschin, 1481 Gazin, 1529 Gązin. W XIX i XX wieku występowała również pod nazwą Gężyn, pod którą wymienia ją w 1881 Słownik geograficzny Królestwa Polskiego .

## Historia
Początkowo miejscowość była wsią szlachecką leżącą w kluczu koziegłowskim. W początku XV wieku tereny, na których powstała stanowiły własność kasztelana sądeckiego Krystyna z Kozichgłów. W 1437 Krystyn nakazał swojemu kmieciowi Michałowi Studzionce „de Kieszer” osadzenie na surowym korzeniu wsi Gęzyn na 22 łanach powstałych w wyniku wykarczowania należącego do niego lasu .
W 1440 Koziegłowscy herbu Lis dzielą należące do nich dobra, w wyniku czego Koziegłowy wraz z sąsiednimi wsiami; w tym Gęzyn, przypadł Janowi seniorowi. W 1519 Krzczon Koziegłowski, syn Jana seniora, sprzedał za 10 000 florenów swoje dobra koziegłowskie: zamek koziegłowski oraz miasto Koziegłowy wraz z okolicznymi wsiami, w tym Gęzyn, biskupowi krakowskiemu Janowi Konarskiemu. Od tego momentu miejscowość stanowi własność biskupstwa krakowskiego leżącą w kluczu siewierskim tzw. księstwie siewierskim znajdującym się w Koronie Królestwa Polskiego, a od unii lubelskiej z 1569 w Rzeczypospolitej Obojga Narodów . 
Wieś leży w Częstochowskim Obszarze Rudonośnym. W XIX wieku dzierżawcy kuźnicy znajdującej się w Kuźnicy Starej wydobywali tu rudę żelaza. Wożono ją furmankami do Pieca Masłońskiego.
Po rozbiorach Polski miejscowość znalazła się w zaborze rosyjskim i leżała w Królestwie Polskim. Wymieniona została w XIX-wiecznym Słowniku geograficznym Królestwa Polskiego jako wieś Gężyn leżąca w powiecie będzińskim w gminie Chorów i parafii Koziegłowy. W 1827 we wsi znajdowało się 8 domów zamieszkanych przez 76 mieszkańców.
W latach 1975–1998 miejscowość administracyjnie należała do województwa częstochowskiego.